# Joseph van Herck
De abt Joseph van Herck of Jozef van Herck (Sint-Truiden, 1714 - 1780) was sinds 1751 de 65e abt van de abdij van Sint-Truiden en co-heer van de stad Sint-Truiden. Onder zijn abbatiaat groeide de spanningen tussen abdij, de stad Sint-Truiden en de prins-bisschoppen van Luik. Daarnaast liet hij het abdijcomplex grondig verbouwen.

## Levensloop
Joseph van Herck werd geboren in 1714 en studeerde theologie aan de Universiteit Leuven en werd gewijd tot priester in 1738. Hierna ging hij aan de slag als lesgever en als novicemeester in de abdij van Sint-Truiden. Op 15 september 1751 werd hij verkozen tot abt en wilde als abt een punt zette achter de verouderde abdijstructuur. Hij verhuisde het centrum van de abdij van de kerk naar de binnenkoer in een classicistische visie. Naast het aanpassen van de abtsvleugel wijzigde abt Joseph ook de toren van de abdij en ging het aantal spitsen van drie naar één volumineuze spits. Deze aanpassingen hadden slechts één doel voor ogen en dat was de ondeelbare en absolute abbatiale macht symboliseren.
Het abbatiaat van Joseph werd gekenmerkt door de verder groeiende strijd tussen de abten de prins-bisschoppen van Luik. De abten beriepen zich op de titel van "rijksstad" in het Heilige Roomse Rijk waarvan het Prinsbisdom Luik deel uitmaakte. Dit hield in dat de abten enkel de Keizer als macht boven zich erkende en hiermee brak abt Joseph niet. Bij de eerste steenlegging van het nieuwe stadhuis van Sint-Truiden in juli 1754, legde abt Joseph deze alleen. Hiermee maakte hij duidelijk aan de prins-bisschop Johan XI dat hij hem niet als overste beschouwde. Erger nog voor de prins-bisschop was dat op de steen die abt Joseph had gelegd stond: "het Keizerlijke, Vrije en Exempte Klooster van Sint-Truiden". Dat abt Joseph prins-bisschop Johan XI niet erkende als overste werd nog duidelijker wanneer hij besluit om geen gehoor te geven aan de rechtszaak die Johan XI tegen Joseph had aangespannen. Daarin vroeg de rechtbank om een aantal bewijsstukken te leveren, maar een dreigement om de abt de verbannen deed Joseph niet wijken. Op 31 mei 1761 werd vanop het balkon, van het nog te voltooien, stadhuis de verbanning van abt Joseph afgeroepen. Een dag later stonden de Luikse troepen aan het Kasteel van Nieuwenhoven en en werden de goederen het kasteel leeggehaald. Op 4 juni forceerden de Luikse troepen de poort van de abdij en haalden ze de eigendommen van de abt uit de abdij en brachten ze naar Luik.
Bijgevolg kon de abt niet veel aanwezig zijn in Sint-Truiden, de bouw van het stadhuis kwam stil te liggen en kwam pas een decennium later terug op gang. De verbouwingswerken aan de abdij lagen ook zes jaar stil, maar kwamen geleidelijk terug op gang. Toen Remi II Mottaer aantrad als prior in 1770 en het beheer van de abdij overnam, konden de werken terug echt aanvangen. Door zijn verbanning moest abt Joseph vluchten naar de abdij van Vlierbeek, maar daarnaast verbleef hij ook in Brussel en in Aken. Abt Joseph stierf uiteindelijk op 4 februari 1780 en werd begraven in de abdijkerk.